# A5403CA
A5403CA（えーごーよんぜろさんしーえー）は、カシオ計算機が開発した、KDDIおよび沖縄セルラー電話のauブランドの携帯電話である。

## 特徴
本機種の最大の特徴は、携帯初となる200万画素CCD（AF付き）を搭載していることである。これにより、最大でUXGA（1600×1200ドット）サイズの撮影が可能である。また、カシオ製端末としては初めて、QVGA液晶ディスプレイとminiSDスロットを搭載し、クレードル経由のUSBによるPCとの接続にも対応した。後継機種であるA5406CA、A5407CAやG'zOne TYPE-Rのデザインは本機種を元にしている。
通常、折り畳み式の携帯電話は開いた時にヒンジ部が「カチッ」と鳴るようにできているが、本機種ではこの音がならないように設計されている。
なお、本機種よりQVGA液晶への対応に合わせてカシオ製端末のUIが一新され、以降のカシオ製端末およびカシオ日立モバイルコミュニケーションズが製造するW61CAまでの端末は、本機種のUIがベースとなっている。

## 評判
携帯のカメラとしては初の200万画素CCD搭載モデルとして評判を呼んだ。しかし実際には感度が低く、俗に「暗黒オーラ」と呼ばれる、撮影画像の周囲が暗くなってしまう現象が発生したり、AF(オートフォーカス)を使用するとボタンを押してから撮影されるまで1秒から5秒程度かかるなどといった短所が目立った。ただし、撮影後のminiSDカードへの保存速度は速いとの評価がある。

## 沿革
- 2003年8月29日 TELEC認証。
- 2003年9月10日 JATE認定。
- 2003年10月6日 KDDIから発表。
- 2003年12月19日 スパークオレンジが発売。（地域によって差がある）
- 2004年1月中旬 シルバーミストが発売。（地域によって差がある）
- 2004年1月 KDDIから、追加色（グラナイトブラック）が発表。
- 2004年1月27日 グラナイトブラックが沖縄地方で発売。
  - 2004年1月29日 グラナイトブラックが関西・九州地方で発売。
  - 2004年1月30日 グラナイトブラックが北海道・関東・北陸・中国・四国地方で発売。
  - 2004年1月31日 グラナイトブラックが東北・中部地方で発売。
- 2004年3月29日 KDDIから、電池パックに関する不具合が発表。

## 不具合
- 2004年3月29日発表の不具合
電池パック形状不一致（ガタつき）によって電源切れが発生する不具合。不具合が発生する端末の購入者には改良された電池パックが送付された。